# A Militant School Ma'am
A Militant School Ma'am è un cortometraggio muto del 1915 diretto da Tom Mix.

## Trama
Dopo una disputa con il regista, l'attore Jerald Bruce deve lasciare il cinema e cercarsi un altro lavoro. Avendo saputo che in un paesotto delle vicinanze cercano un insegnante, decide di candidarsi. Ted Winter, direttore della scuola e proprietario di un ranch, lo assume. Ruth, la figlia di Winter, si interessa subito al nuovo arrivato, snobbando Bill Benton, un allevatore incoraggiato da suo padre. Così quando Winter sorprende Ruth e il nuovo maestro che stanno amoreggiando insieme dopo le ore di lezione, licenzia Jerald immediatamente. L'ex attore, che ha sempre con sé il cofanetto del trucco che usava nel suo lavoro precedente, si presenta per il posto resosi vacante a scuola, travestito e truccato da ragazza. La nuova maestra viene subito assunta e uno dei suoi divertimenti preferiti sarà quello di sculacciare le figlie dei cowboy. Poi, con l'aiuto di Ruth (che non sospetta niente), Jerald riesce a catturare un pericoloso ladro di bestiame che si rivelerà non essere altri che Bill Benton, l'allevatore innamorato di Ruth.

## Produzione
Il film fu prodotto dalla Selig Polyscope Company.

## Distribuzione
Distribuito dalla General Film Company, il film - un cortometraggio in una bobina - uscì nelle sale cinematografiche statunitensi il 5 gennaio 1915.